# Christo Vladimirov Javacheff
Christo Vladimirov Javacheff, conocido como Christo (Gabrovo, 13 de junio de 1935-Nueva York, 31 de mayo de 2020), fue un artista búlgaro relacionado con el Land Art. Como elemento principal utilizaba las telas para envolver instalaciones creadas por los hombres y estructuras de la naturaleza. Su esposa Jeanne-Claude y mayor colaboradora le ayudaba a llevar a cabo su arte. Sus dos fotógrafos son Harry Shunk y Wolfgang Volz .
Ciertas obras pueden encontrarse en diversos museos, galerías y centros: el Museo Metropolitano de Arte en Nueva York, la Nationalgalerie (Berlin) en Berlín, el Museo Würth La Rioja en La Rioja, el Tate Modern (Museo Nacional Británico de Arte Moderno) en Londres, el Centro Pompidou en París y el MoMA (Museo de Arte Moderno) en Nueva York.

## Biografía
Su padre Vladimirov Javacheff fue un científico búlgaro y su madre Tsveta Dimitrova era secretaria de la Academia de Bellas Artes de Sofía. Su colaboradora y esposa Jeanne-Claude, a la cual conoció en 1958 en París, le ayudaba a llevar a cabo todos los trabajos creados por él. La pareja tuvo un hijo en 1960 llamado Cyril y dos años después celebrarían su boda.
El artista vivía con su padre y tenía distintos oficios, limpiar coches en garajes particulares, limpiaba platos en restaurantes, aunque también hacía retratos impresionistas, clásicos o cubistas a quien se lo pedía. Después de la Segunda Guerra Mundial se mudó con su madre a París, donde comenzaría sus estudios como asistente de vuelo. Finalmente se dedicó a trabajar todos los campos artísticos, tanto pintura como escultura y arquitectura.
Christo es conocido como «artista envolvedor», dado que en sus obras se dedicaba a envolver con una tela objetos urbanos y rurales o naturales. Esta técnica comienza a utilizarla en las décadas de los 1950 y 1960. Durante esta época estaba muy de moda el expresionismo abstracto, pero Christo quería romper con esas nuevas fronteras, dedicarse a un arte más presencial, incluyendo todos aquellos elementos que pudieran ser vistos tanto en la pieza como a su alrededor. Estas obras constan de tres fases: imaginación, realización y memoria. Una vez concebida la idea de un nuevo proyecto, hacía collages, dibujos y maquetas a escala, las cuales eran vendidas para invertir el importe obtenido en crear la obra real, que combinaba todas las técnicas artísticas mencionadas. Para terminarlas hacía un trenzado, un nudo o las ataba con cordeles, lo que esto podría interpretarse como la manera en que cierra la pieza; por tanto si la abriésemos y mirásemos lo que hay dentro, estaríamos destrozándola.
Sus obras consisten en la abstracción de las figuras geométricas ocultas bajo la tela, creando así un misterio, dado que altera totalmente el espacio circundante. El autor jugaba con este efecto misterioso y creaba sombras y espacios negativos mediante las formas. Para él, su obra significaba la interpretación y no la eternidad del arte. En una entrevista realizada por National Geographic a Christo y Jeanne-Claude, declaró: «Nosotros heredamos cualquier cosa que se encuentre en el espacio para convertirla en parte del trabajo artístico».

## Fallecimiento
Falleció a los ochenta y cuatro años, el 31 de mayo de 2020, en Nueva York por causas naturales.

## Obras más relevantes
- Wrapped Coast (1968-1969, en Sídney, Australia).
- Wrapped Monument (1970 en Milán, Italia): la escultura envuelta es el Vitorio Emanuele situado en la Plaza del Duomo.
- Wrapped Reichstag (1971-1995, en Berlín, Alemania): quizás este fue uno de sus trabajos más difíciles, dado que en 1989 cae el muro de Berlín, pero a pesar de esto continúan con su proyecto.
- Running Fence (1972-1976, costa oeste de USA): una tela que recorre más de 23 millas.
- The Gates (1979-2005, Central Park, Nueva York, USA).
- Sorrounded Islands (1980-1983, en Biscayne Bay, Miami, Florida, USA).
- Umbrellas (1984-1991 en Japón y USA): esta obra se compone de 3000 sombrillas que recorren una llanura de 6 a 8 millas de distancia.